# Маханаим (организация)
«Махана́им» (ивр. מַחֲנַיִם‎ — «два лагеря» или "два стана") — организация, созданная в 1980-е годы для популяризации иудаизма в среде русскоговорящих евреев как в Израиле, так и странах бывшего СССР. 
Название — слово из Торы (Книга Берейшит /  Быт. 32:2, которое может быть переведено как «два лагеря», "два стана": в начале члены организации были разделены — заметное число деятелей «Маханаим» было ещё в России. До 1987 года работа велась в советских условиях, но с развитием перестройки все члены организации оказались в Израиле.

## Деятельность
«Маханаим» проводит занятия, издаёт книги, рассылает их в другие страны, устраивает семинары и дискуссии. «Маханаим» является основным пропонентом религиозного сионизма и ортодоксального модернизма среди русскоязычных евреев. Многие участники занимаются также наукой или технологией. При «Маханаим» работает ульпан-гиюр — курсы для готовящихся к принятию иудаизма.

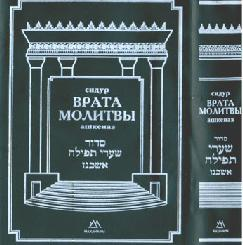
Популярный молитвенник «Врата Молитвы», «Маханаим», 1998.

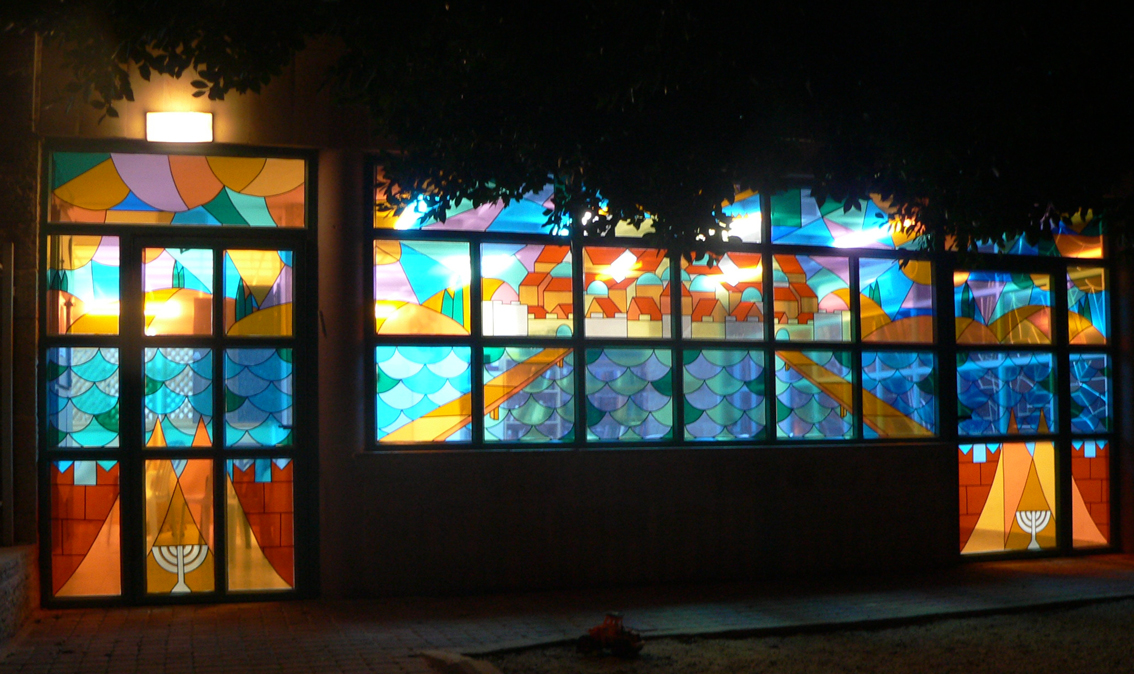
М. Яхилевич. Витражи фронтальной стены.

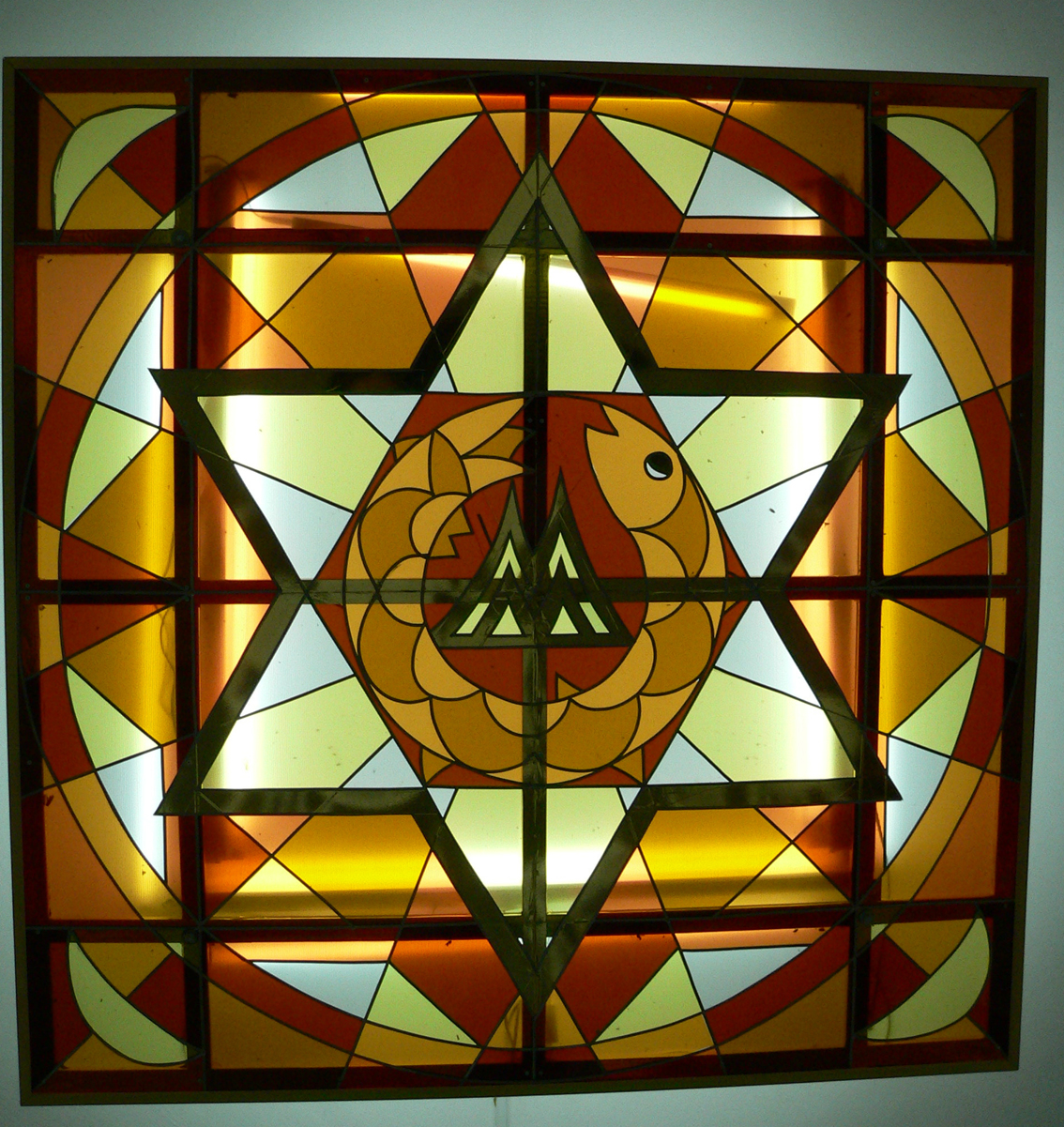
М. Яхилевич. Плафон, Левиафан охраняет «Маханаим».

Основной костяк организации связан многолетней дружбой, прошедшей испытания при советской власти. Многие из них являются соседями по Маале-Адумим, где был проведён в жизнь ассоциированный с «Маханаим» жилищный проект. При нём же находится одна из немногих в Израиле русскоязычных синагог. Имеется свой раввин, канторы, кружки. В общине есть даже собственный художник, который создал оригинальный дизайн синагоги.
Основатели «Маханаим»: Пинхас Полонский, Зеэв Дашевский и Михаил Кара-Иванов — все бывшие отказники. 
Большое содействие оказал Иосиф Менделевич.
Важное влияние на группу оказал Михаэль Шнейдер.